# Daisy Granados
Daisy Granados López (* 9. Dezember 1942 in Cienfuegos) ist eine kubanische Schauspielerin. Sie gilt mit ihrer umfangreichen Filmografie heute als die „Diva des kubanischen Films“.

## Leben
Granados studierte an der Escuela Nacional de Arte in Havanna und begann als Theaterschauspielerin. 1964 debütierte sie vor der Kamera in José Massips Film La decisión. Danach trat sie auch in europäischen Produktionen, wie Egon Günthers Satire Wenn du groß bist, lieber Adam (1965) und Víctor Erices Los desafíos (1969) auf. Unter der Regie ihres Ehemannes Pastor Vega hatte sie 1979 in der Titelrolle des Films Retrato de Teresa ihren internationalen Durchbruch und erhielt mehrere Auszeichnungen, darunter beim Internationalen Filmfestival in Moskau. Der Film beschäftigt sich am Beispiel einer Weberin mit der Position der Frau in der kubanischen Gesellschaft und deren Versuch eines Ausbruchs aus dem traditionellen, machistisch geprägten Rollenbild.
Die mehrfach ausgezeichnete Darstellerin Granados arbeitete mit den kubanischen Regisseuren Tomás Gutiérrez Alea (Memorias del subdesarrollo) und Humberto Solás (Cecilia) und vertrat ihr Land bei zahlreichen internationalen Veranstaltungen. 2007 wurde ihr der Nationale Filmpreis Kubas zugesprochen.

## Filmografie
- 1964: Die Entscheidung (La decisión)
- 1965: Wenn du groß bist, lieber Adam
- 1967: Tulipa
- 1968: Erinnerungen an die Unterentwicklung (Memorias del subdesarrollo)
- 1969: Tödliche Eifersucht (Los desafíos)
- 1969: De la guerra americana
- 1971: Páginas del diario de José Martí
- 1978: Son o no son
- 1979: Porträt der Teresa (Retrato de Teresa)
- 1982: Cecilia
- 1984: Habanera
- 1985: Der Karrierist (Un hombre de éxito)
- 1987: Amor en campo minado
- 1988: Plaff (Plaf – Demasiado miedo a la vida)
- 1988: Ein sehr alter Mann mit großen Flügeln (Un señor muy viejo con unas alas enormes)
- 1989: Lagrimas al desayuno
- 1990: Palabras de mujer
- 1991: María Antonia
- 1993: Vidas paralelas
- 1993: Sueño tropical
- 1993: Tirano Banderas
- 1994: El elefante y la bicicleta
- 1997: Cosas que dejé en La Habana
- 1999: Las profecías de Amanda
- 1999: Rizo
- 1999: Cuarteto de La Habana
- 2000: Un paraíso bajo las estrellas
- 2001: Nada
- 2001: Julia toda mi vida
- 2002: Rosa la china
- 2002: Solamente una vez
- 2004: @Festivbercine.ron
- 2005: 90 millas
- 2006: Mujeres en el acto
- 2006: Bienvenido 2
- 2007: Meteoro
- 2008: Sin misericordia (Fernsehfilm)
- 2008: Madre Coraje y sus hijos
- 2012: Los condenados
- 2012: 7 Tage in Havanna (7 días en La Habana)
- 2013: Esther en alguna parte